# Willi Albrecht
Willi Albrecht (auch: Willy Albrecht; * 12. September 1896 in Erfurt; † 27. Januar 1969 ebenda) war ein deutscher Politiker (KPD/SED) und Gewerkschafter. 
Er war Vorsitzender des FDGB-Landesvorstandes und Landesminister für Arbeit und Sozialfürsorge in Thüringen.

## Leben

### 1896–1933
Albrecht wurde in Erfurt als Sohn eines Fleischers geboren. Nach dem Besuch der Volksschule machte er von 1910 bis 1913 eine Lehre zum Bau- und Maschinenschlosser. In diesem Beruf war er von 1913 bis 1931 in verschiedenen Firmen tätig. Unterbrochen wurde diese Zeit durch seinen Fronteinsatz als Soldat von 1914 bis 1918. 1917 schloss er sich dem Deutschen Metallarbeiterverband (DMV) an. Von 1917 bis 1931 war er gewerkschaftlicher Vertrauensmann, Betriebsrat und Mitglied des Zentralrates der Erfurter Betriebsräte. Er gehörte zudem dem ADGB-Gewerkschaftskartell Erfurt an und war Sekretär im Reichsausschuss der Betriebsräte. 1931 wurde er aus dem DMV ausgeschlossen. Anschließend war Albrecht von 1931 bis 1933 Bezirksleiter der Revolutionären Gewerkschafts-Opposition (RGO) in Thüringen.
1918 wurde Albrecht Mitglied der USPD, 1920 schließlich Mitglied der KPD und ihrer Bezirksleitung in Erfurt. Im gleichen Jahr nahm Albrecht im Rahmen des Kapp-Putsches an bewaffneten Auseinandersetzungen im Raum Gotha teil. 1923 wurde er in Hildesheim wegen der Teilnahme an einer verbotenen Betriebsrätekonferenz verhaftet und saß vier Monate in Untersuchungshaft. 1929 wurde Albrecht zu vier Monaten Gefängnis wegen der Teilnahme an einer RFB-Kundgebung verurteilt. Er war Mitglied des RFB, zeitweise im Range eines Untergauführers. Von 1930 bis 1933 war Albrecht Stadtverordneter in Erfurt.

### 1933–1945
Nach der Machtergreifung der Nationalsozialisten schloss er sich dem Widerstand an. Am 17. Mai 1933 wurde er in Berlin verhaftet und war 1933/34 unter anderem im KZ Lichtenburg in „Schutzhaft“. Nach seiner Entlassung im April 1934 fand er Arbeit als Heizungsmonteur bei den Feinmechanischen Werken Erfurt. 1944 wurde er im Rahmen der Aktion Gitter erneut verhaftet und für drei Monate in das KZ Buchenwald verbracht. Um sich wohl auch vor Verfolgungen zu schützen, trat Albrecht 1934 in die DAF ein, deren Mitglied er bis Kriegsende blieb.

### Nach 1945
Nach Kriegsende wurde Albrecht zunächst kurzzeitig von Ende Mai bis Anfang Juni 1945 von den amerikanischen Besatzungsbehörden wegen nicht genehmigter politischer Tätigkeit verhaftet. Er war in dieser Zeit Mitglied des Erfurter Bürgerschaftsbeirates sowie Betriebsratsvorsitzender der Feinmechanischen Werke. Nach dem Besatzungswechsel wurde Albrecht von der KPD im Juli 1945 zum Leiter des Erfurter Arbeitsamtes bzw. des Landesamtes für Arbeit und Sozialpolitik Thüringen ernannt. Am 20. September 1945 entband man ihn jedoch auf eigenen Wunsch von dieser Aufgabe, denn Albrecht war am 20. August 1945 zum thüringischen Landesvorsitzenden des neugegründeten FDGB ernannt worden. Darüber hinaus gehörte er bis zum April 1946 der KPD-Bezirksleitung Thüringen an. Bis zum 1. Juli 1949 leitete er den FDGB-Landesverband Thüringen als dessen Vorsitzender. Zudem war Albrecht bis zum November 1963 Mitglied des FDGB-Bundesvorstandes, von 1955 bis 1959 war er auch Mitglied des Präsidiums des Bundesvorstandes. 
Mit der Zwangsvereinigung von SPD und KPD wurde Albrecht 1946 Mitglied der SED. Er war von 1947 bis 1949 Mitglied des SED-Landesvorstandes und zeitweise auch seines Sekretariats. Er gehörte der Beratenden Landesversammlung von Thüringen an und führte dort die FDGB-Fraktion. Albrecht war Abgeordneter des Thüringer Landtags während der gesamten 1. Wahlperiode von 1946 bis 1950. Darüber hinaus gehörte er auch von der Konstituierung im März 1948 bis zu dessen Ende im Mai 1949 als Abgeordneter dem 1. Deutschen Volksrat an. Im Zuge des erzwungenen Rücktritts von Minister Georg Appell durch die Sowjetische Militäradministration in Deutschland wurde Albrecht von der Regierung um Werner Eggerath am 6. Juli 1949 zum thüringischen Landesminister für Arbeit und Sozialfürsorge berufen. Dieses Amt übte er bis zum 22. November 1950 aus.
Anschließend wurde Albrecht zum 1. Vorsitzenden des Zentralvorstandes der Gewerkschaft Verwaltung, Banken, Versicherungen (VBV) gewählt. Mit dieser hauptamtlichen Tätigkeit war ein Umzug nach Berlin verbunden. 1958 übernahm er den Vorsitz der nachfolgenden Gewerkschaft Staatliche Verwaltungen, Gesundheitswesen und Finanzen, welchen er bis 1960 innehatte. Ab 1955 war Albrecht Mitglied des Administrativkomitees des Weltgewerkschaftsbundes (WGB). Im April 1960 wurde er zum Generalsekretär der Internationalen Vereinigung der Werktätigen des Öffentlichen Dienstes und verwandter Berufe mit Sitz in Berlin gewählt, von 1961 bis 1965 zudem Mitglied des Exekutivkomitees des Weltgewerkschaftsbundes. 1964 ging Albrecht in den Ruhestand und zog mit seiner Ehefrau zurück nach Erfurt.

## Auszeichnungen und Ehrungen
- Vaterländischer Verdienstorden in Silber (1955) sowie in Gold (1966)
- Banner der Arbeit (1961)
- Verdienstmedaille der DDR

Im Erfurter Stadtteil Roter Berg war von 1973 bis 1992 der Willy-Albrecht-Ring nach ihm benannt (heute: Alfred-Delp-Ring).